# Hermann Daniel Paul
Hermann (Herman) Daniel Paul, född 17 juli 1827 i Schwedt an der Oder, Mark Brandenburg, död 4 december 1885 i Helsingfors, var en tysk-finländsk musiker och översättare.
Paul uppträdde i flera länder som violinist och slog sig 1862 ned som musikhandlare i den finländska huvudstaden, vars musikaliska strävanden han livligt främjade. Han blev 1869 e.o. lektor i tyska språket vid Helsingfors universitet, sedermera lärare i samma språk vid Polyteknikum och andra läroverk samt uppträdde sedan dels som författare av skolböcker, dels som flitig översättare till tyskan av både svensk och finsk poetisk litteratur. 
Paul utgav översättningssamlingarna Finnische Dichtungen (1866) och Aus dem Norden (1877), en översättning av Johan Ludvig Runebergs Kungarne på Salamis (1869), vidare Kanteletar, die Volkslyrik der Finnen (1882), innehållande det mesta och värdefullaste av de lyriska finska folkdikterna, samt Kalevala, das Volksepos der Finnen (två delar, 1885–86), i vilken denna folkdikt är fullständigt återgiven.